# کورندو آلیزارکو
کورندو آلیزارکو (به ایتالیایی: Cornedo all'Isarco) یک کومونه در ایتالیا است که در تیرول جنوبی واقع شده‌است. کورندو آلیزارکو ۴۰٫۴ کیلومتر مربع مساحت و ۳٬۳۱۱ نفر جمعیت دارد و ۵۱۰ متر بالاتر از سطح دریا واقع شده‌است.